# Vattenhyacint
Vattenhyacint (Eichhornia crassipes) är en art i familjen vattenhyacintväxter och förekommer naturligt i tropiska och subtropiska Amerika. Efter att arten spridit sig kraftigt finns den representerad på många håll i världen och är ofta ett besvärligt ogräs i tropiska vatten. Vattenhyacinten gynnas av förorenat vatten och i de områden där den växer rikligt utgör den ett miljöproblem då den minskar syretillsättningen i vattnet och gör det svårt för solljuset att tränga igenom vattenyta. Att solljuset inte kan tränga igenom vattenytan hämmar fiskarnas fortplantning. 
I Sverige odlas arten ibland som prydnadsväxt.

## Användning och bekämpning
Användning av växten för vattenrening och för produktion av foder och gödsel, biogas och plast har prövats, antingen efter nyplantering eller som ett sätt att bekämpa växten.
Vivlar har använts för att bekämpa vattenhyacint.

## Synonymer
För vetenskapliga synonymer, se Wikispecies.